# Hồng lâu mộng (phim truyền hình 2010)
Hồng lâu mộng (tiếng Anh: The Dream of Red Mansions) là một sê-ri truyền hình của Trung Quốc năm 2010 do Han Sanping sản xuất và Lý Thiếu Hồng đạo diễn. Đây là một trong những sê-ri truyền hình Trung Quốc đắt nhất từng được thực hiện với kinh phí 118 triệu Nhân dân tệ (tương đương 17.55 triệu Đô la Mỹ), là bản chuyển thể mới nhất của cuốn tiểu thuyết nổi tiếng Hồng lâu mộng. Sê-ri gồm 50 tập phim ra mắt vào ngày 6 tháng 7 năm 2010 trên 9 kênh thu mặt đất của Trung Quốc.
Đạo diễn phim ban đầu dự kiến là Hu Mei, nhưng Hu có mâu thuẫn với các nhà sản xuất trong việc tuyển chọn diễn viên nên cuối cùng thay thế bởi Lý Thiếu Hồng vào tháng 10 năm 2007. Bộ phim truyền hình này đã phải đối mặt với nhiều chỉ trích về diễn viên, sự cách điệu hóa, kiểu tóc lấy cảm hứng côn khúc cũng như nhận định của số đông báo chí sau khi phát sóng vào ngày 6 tháng 7.

## Nội dung
Không giống như phiên bản năm 1987, loạt phim này chuyển thể từ các phiên bản của Trương Ngạc (Cheng-Gao). Loạt phim tái hiện phần lớn hội thoại kiểu tiền hiện đại của Bắc Kinh trong cuốn sách khá chi tiết. Tuy nhiên phim có nhược điểm là sử dụng khá nhiều giọng nói nam tường thuật lại từ trong truyện.

## Diễn viên
- Dương Dương vai Giả Bảo Ngọc
  - Vu Tiểu Đồng vai Giải Bảo Ngọc nhỏ
- Tưởng Mộng Tiệp vai Lâm Đại Ngọc
  - Lâm Diệu Khả vai Lâm Đại Ngọc nhỏ
- Bạch Băng vai Tiết Bảo Thoa
  - Lý Thấm vai Tiết Bảo Thoa nhỏ
- Yao Di vai Vương Hy Phượng
- Zhou Caiqin vai Bà Giả
- Ding Li vai Giả Thám Xuân
- Ma Xiaocan vai Sử Tương Vân
- Zhang Di vai Jia Yingchun
- Xu Xing vai Jia Xichun
- Tang Yifei vai Phi tần Keqing
- Cheng Yuanyuan vai Ping'er
- Ye Linlang as Granny Liu
- Li Yan vai Xiren
- Gao Liang as Jia Lian
- Gua Ah-leh as Lady Wang
- Wu Xiaodong as Jia Yun
- Yang Junyong as Jia Rong
- Wang Fuli as Lady Xing
- Jia Ni as Lady You
- Gao Yang as Miaoyu
- Cai Feiyun as Yuanyang
- Xu Huanshan as Jia Zheng
- Dương Mịch vai Tình Văn
- Triệu Lệ Dĩnh vai Hình Tụ Yên
- Từ Hải Kiều vai Liễu Tương Liên